# 源三窟
| 源三窟の入洞口と、洞窟内部 |  | 源三窟の入洞口と、洞窟内部 |
| 源三窟の入洞口と、洞窟内部 |  |                            |

源三窟（げんざんくつ）は、栃木県那須塩原市塩原に存在する鍾乳洞。
現在は観光史跡として営業している。

## 概要
源頼政の孫である源有綱が隠れていたとの伝承を持つ窟（いわや）。「源三」は、祖父頼政が「源三位」（げんざんみ）と呼ばれていたことに由来する。
壇ノ浦の戦い（1185年3月）以降、源義経は兄である源頼朝から追われる身となった。有綱は義経に加担していたため、大和国吉野山からここ塩原に逃げ込んできた。有綱が当地をさまよっていたところ、在地領主である塩原八郎家忠に捕えられ、この洞窟に閉じ込められた。有綱は再起の機会を狙っていたが、洞窟内の滝水で米を研いでいたところ、そのとぎ汁が洞窟の外へ流れ出たことにより頼朝方に発見され、文治2年（1186年）6月16日、無念の最期を遂げたと伝えられている。
観光史跡としての開業時（明治43年） は「源三位穴」（げんざんみあな）という名称であったが、その後、「源三窟」と変わった。

## 洞窟の形成過程
数十万年前の大噴火により川がせき止められ塩原湖が誕生した際、この一帯も湖の中で石灰分を多く含む温泉水の沈殿物（石灰華）により石灰岩地層が形成された。その後の地殻変動によって湖底が隆起し、現在の石灰岩台地となった。さらに長年にわたって台地に降り注いだ雨水が地下の石灰岩を溶かして当鍾乳洞が形成された。湖の中で石灰岩が形成されたため、洞内の石灰岩からは魚の骨、貝の化石、木の葉化石などが発掘されることがある。

## 規模
洞窟の入り口から突き当りまで、約50メートル。